# Jean-Michel Larqué

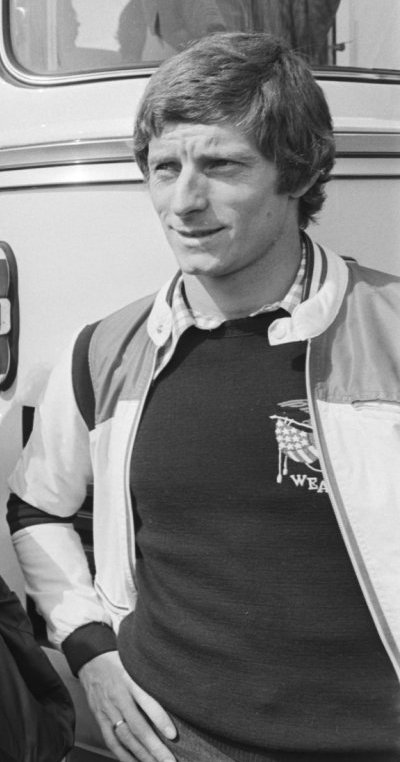
Jean-Michel Larqué, 1976

Jean-Michel Larqué (* 8. September 1947 in Bizanos/Département Pyrénées-Atlantiques) ist ein ehemaliger französischer Fußballspieler, -trainer und aktuell renommierter Sportjournalist.

## Der Spieler

### Die Vereinskarriere
Larqué spielte als Jugendlicher bei JAB Pau, wurde dort – wie auch sein späterer Mannschaftskamerad Jean-François Larios – von seinem Vater trainiert und 1964 Französischer Jugendfußballer des Jahres; 1965 verpflichtete die AS Saint-Étienne den 17-jährigen Halbstürmer, der sich dort in den folgenden 12 Jahren zu einem der erfolgreichsten französischen Kicker aller Zeiten entwickelte. Er war ein außerordentlich kompletter Spieler, technisch begabt, mit hohem Spielverständnis und dem Blick für seine Nebenleute ausgestattet, ein guter Passgeber, torgefährlich und kopfballstark. Diese Fähigkeiten entwickelten zwei der namhaftesten französischen Trainer, zunächst Jean Snella und anschließend Albert Batteux, bei dem jungen Mann weiter, der daneben auch seine persönliche Ausbildung nicht vernachlässigte und ein Studium als Sportlehrer abschloss.
Schon mit 22 Jahren hatte er mehr erreicht als die meisten Fußballer am Ende ihrer gesamten Karriere: Larqué war mit den Verts, wie die AS Saint-Étienne in Frankreich genannt wird, als Stammspieler in der Ligamannschaft bereits vierfacher französischer Meister, Pokalsieger und hatte auch in der Nationalelf debütiert. Wie oft er den Torjägern der ASSE (insbesondere H. Revelli und Keïta) den Ball einschussgerecht serviert hatte, wurde seinerzeit noch nicht statistisch detailliert erfasst – aber er gehörte schon früh zu den Topscorern der Liga.
Unter seinem Mitspieler und anschließenden Trainer Robert Herbin fügte Jean-Michel Larqué dieser Bilanz Mitte der 1970er Jahre drei weitere Meistertitel (erneut in direkter Folge) hinzu, gewann noch zweimal die Coupe de France (sowie ganz nebenbei drei Doublés) und stand 1976 im Endspiel des Europapokals der Landesmeister, wo es gegen die Münchener Bayern allerdings nicht ganz zur Krone des europäischen Fußballs langte.
1977 suchte Larqué eine neue Herausforderung und wechselte zu Paris Saint-Germain, das ihm die Möglichkeit bot, sich auf eine spätere Trainerlaufbahn vorzubereiten. 1979 beendete er seine Profizeit.

#### Stationen
- Jeanne d’Arc du Béarn Pau (bis 1965)
- Association Sportive Saint-Étienne (1965–1977)
- Paris Saint-Germain (1977–1979)
- Racing Club Paris (1981/82, als Spielertrainer)

### Der Nationalspieler
Zwischen September 1969 und September 1976 bestritt Jean-Michel Larqué 14 Länderspiele für die Équipe Tricolore, erzielte dabei zwei Tore und war in drei Begegnungen auch Mannschaftskapitän, dies allerdings in einer Zeit, in der die Bleus international keine Bäume ausrissen. Dass es nicht mehr Einsätze geworden sind, war der Tatsache geschuldet, dass mit Henri Michel der Spielmacher der anderen französischen Spitzenmannschaft, des FC Nantes, oft den Vorzug der Nationaltrainer jener Jahre erhielt.

## Der Trainer
1977/78 begann Larqué als Spieler und gleichzeitig Co-Trainer bei PSG, sein Wissen und seine Fähigkeiten an andere weiterzugeben. 1981/82, als er dem Fußball hauptberuflich bereits in einer anderen Funktion diente (siehe hierunter), war er beim unterklassigen Traditionsklub RC Paris noch einmal auf beiden Seiten der Außenlinie tätig. Später hat er sich stärker auf den Jugendfußball konzentriert und leitet bis in die Gegenwart alljährlich ein Sommer-Trainingscamp in seiner Heimatregion Aquitaine.

## Der Journalist
Seit 1980 ist Jean-Michel Larqué auch als Sportjournalist außerordentlich erfolgreich, wobei ihm seine intime Kenntnis des Fußballs ebenso zugutekommt wie die Tatsache, dass sich sein geistiger Horizont nie auf den grünen Rasen beschränkt hat. Er begann als Reporter des Senders Antenne 2, kommentierte von 1985 bis 2005 gemeinsam mit der „Stimme des französischen Fußballs“, Thierry Roland, Spiele im staatlichen Fernsehsender TF1 und bekam auf Radio Monte Carlo dreimal pro Woche eine eigene Sendung (Larqué Foot). Er wurde Chefredakteur bei der Fachzeitschrift Onze Mondial und ist seit 2005, nachdem der 2012 gestorbene Roland sich weitgehend aus der Liveberichterstattung zurückgezogen hatte, weiterhin Kommentator auf TF1, bis zu dessen Tod (2008) an der Seite des ehemaligen Canal+-Reporters Thierry Gilardi. Seit dem Frühjahr 2010 gestaltet er eine wöchentliche Kommentarseite in France Football, betitelt Larqué – Reprises de volée. Im selben Jahr hat er zwei Bücher veröffentlicht: seine Autobiographie Vert de rage bei Calmann-Lévy und Les secrets d'un fiasco bei Éditions du Toucan, in dem er sich mit dem Fiasko von Knysna befasst.
Zudem war Larqué seit 2004 Vorsitzender des Distrikts Pyrénées-Atlantiques in der Ligue d’Aquitaine de football, einer der regionalen Untergliederungen des französischen Fußballverbands. Diese Funktion hat er im Oktober 2017 aufgrund unterschiedlicher Auffassungen mit Saïd Ennjimi, ehemaliger Spitzenschiedsrichter und neuer Präsident der übergeordneten Ligue de Nouvelle-Aquitaine, vorzeitig aufgegeben.

## Palmarès
- Französischer Meister: 1967, 1968, 1969, 1970, 1974, 1975, 1976 (damit auch französischer Rekord-Titelträger gemeinsam mit Hervé Revelli)
- Französischer Pokalsieger: 1970, 1974, 1975
- Europapokal der Landesmeister: Endspielteilnehmer 1976
- 29 Europapokalspiele und 7 Tore
- 14 A-Länderspiele, 2 Tore (bis hierhin: alle Angaben in Larqués Zeit bei Saint-Étienne)
- 343 Einsätze und 78 Tore in der Division 1 (321/78 für ASSE, 22/0 für PSG)
- Französischer Jugendfußballer des Jahres 1964

## Nachweise und Anmerkungen
1. ↑  France Football vom 17. Oktober 2017, S. 4

| Personendaten    | Personendaten                                         |
| ---------------- | ----------------------------------------------------- |
| NAME             | Larqué, Jean-Michel                                   |
| KURZBESCHREIBUNG | französischer Fußballspieler, -trainer und Journalist |
| GEBURTSDATUM     | 8. September 1947                                     |
| GEBURTSORT       | Bizanos, Département Pyrénées-Atlantiques             |